# Hem

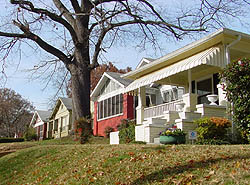

Hem, i bestämd form hemmet, syftar på den plats som en person anser vara sin huvudsakliga boplats, det vill säga primärt bostaden och sekundärt stadsdelen eller byn. Ordet används i mening om både platser, sällskap och annat med vilket personen känner sig hemma och därför uttrycker sin samhörighet med. Hemma kan vara den plats där man föddes, där man växte upp, där man bor eller där man känner att man hör hemma, en klubb eller förening där man trivs mycket bra med mera.
Om man utan tillstånd eller med våld tränger sig in eller uppehåller sig i en annan persons hem kan man bli dömd för hemfridsbrott.
I olika sammanhang kan hemma vara olika stora områden:
- en viss bostad
- ett visst hemvist
- en viss adress
- ett område
- en bygd
- en region
- en nation

## Etymologi
Ordet hem fungerar i svenskan både som substantiv (’ett hem’) och som adverb (’mot hemmet, hemåt’). Substantivet kommer av fornsvenska hem, hēm, ett ord i neutrum med betydelsen ’boningsort, hem, värld’, jämte det maskulina hēmber vilket motsvarar isländskans heimur ’värld’. Ordet är besläktat med bland annat gotiska haims ’by’, fornhögtyska heim ’hem’ och fornengelska hām ’hem, hus’ (varav engelska home), vilka alla har sina ursprung i ett urgermanskt *haima-.
Ordet hem var vanligt som substantiv på fornsvenska, men kom att bli relativt ovanligt under äldre nysvensk tid till förmån för ord som hus, gård eller hemman. Under senare tiden av 1700-talet ökade användningen igen i språket, enligt Svenska Akademiens ordbok på grund av litterära inflytelser från England förmedlade via tyskan.
Bland studenter används ibland det reduplicerade uttrycket hemhemma. Till skillnad från hemma (det vill säga ens studentbostad) avses med hemhemma den plats där man är uppvuxen, föräldrarna bor, eller liknande.

## Hem för organisationer
Bolag har normalt en ort där bolagets styrelse har sitt säte.
Inom de flesta lagsporter har lag en hemmaplan.

## Sånger
Hemma, var ligger det nånstans, kan nån ge svar? sjunger Kristina från Duvemåla i Benny Anderssons och Björn Ulvaeus stora uppsättning av Vilhelm Mobergs stora utvandrarepos. Sångaren Marvin Gaye (och senare Paul Young) låter en kringresandes ord sjunka in hos lyssnaren: Wherever I lay my hat, that's my home.

## Ordspråk
- Hem ljuva hem — från engelska sången "Home! Sweet Home!", ur operan Clari, or the Maid of Milan (1823).
- Borta bra, men hemma bäst — belagt åtminstone sedan 1841.
- Mitt hem är min borg, — från engelska "an Englishman’s home is his castle", myntat av Edward Coke i tredje delen av Institutes of the Lawes of England (4 delar, 1628–1644), motsvarande svenska begreppet hemfrid.